# Erzherzog-Karl-Denkmal

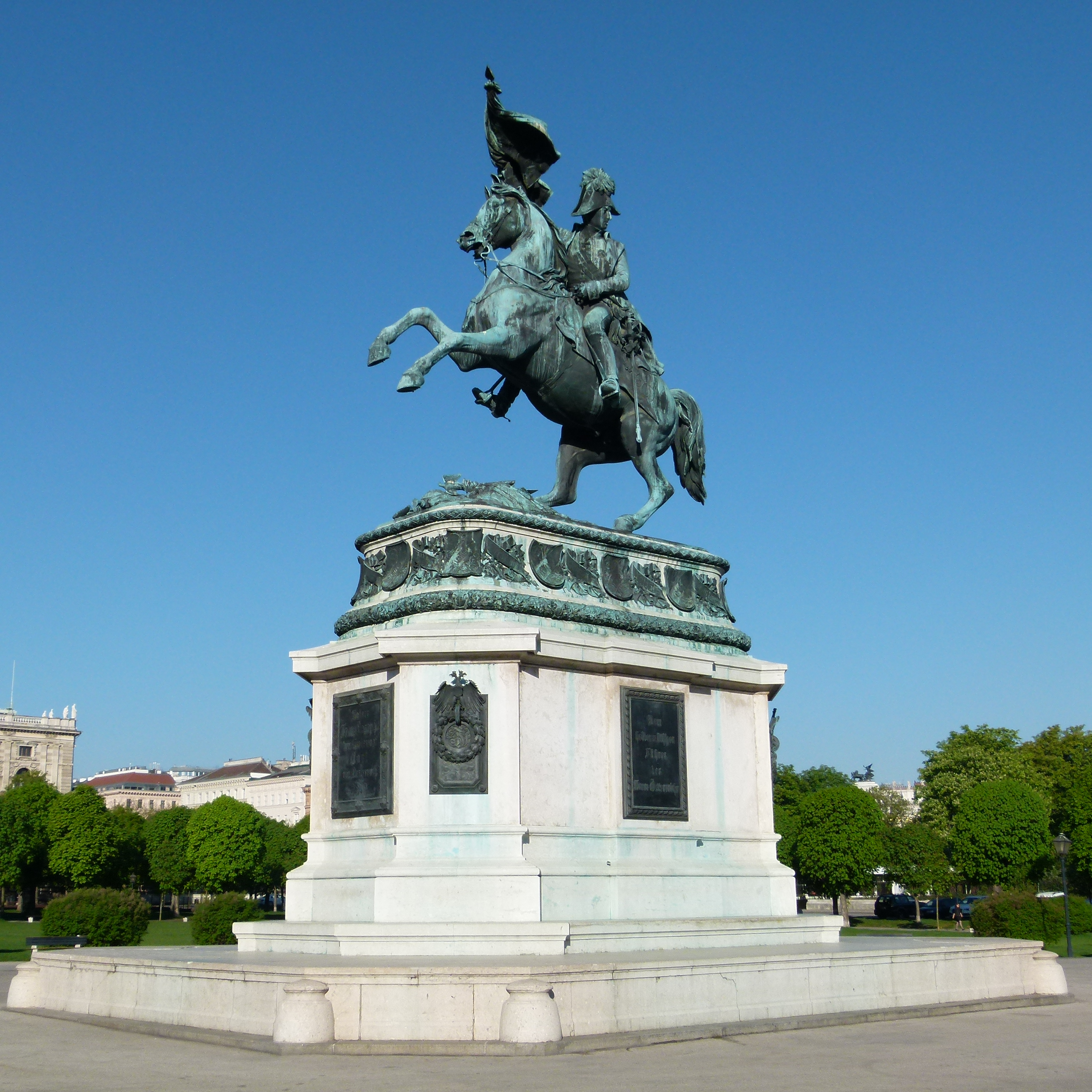
Erzherzog-Karl-Denkmal

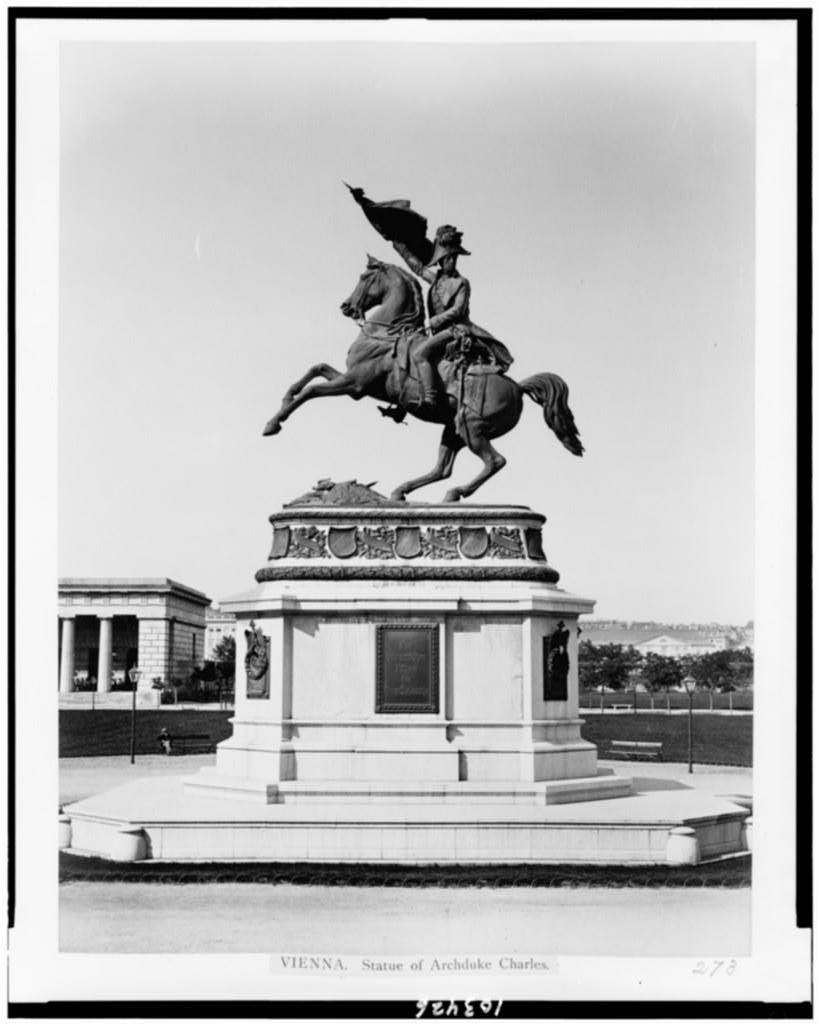
Historische Ansicht, vor 1890

Das Erzherzog-Karl-Denkmal auf dem Heldenplatz in Wien erinnert an den österreichischen Feldherrn Erzherzog Karl. Es wurde in den Jahren 1847–1860 im Auftrag von Franz Joseph I. nach Entwurf von Anton Dominik Fernkorn errichtet.